# Jiang Shengnan
Jiang Shengnan (Wenzhou, 18 de novembre de 1973) és una escriptora i política xinesa.
Guionista i escriptora, va fer-se popular pel llibre La llegenda de Mi Yue, posteriorment adaptada a la televisió.
Des del 2018 és membre de la Conferència Consultiva Política del Poble Xinés.